# Melissa Panarello
Melissa Panarello (Acicastello, Sicilija, Italija, 3. prosinca 1985.), talijanska književnica poznata pod pseudonimom Melissa P.
Melissa Panarello proslavila se svojim prvijencem, erotskim romanom 100 poteza četkom prije spavanja (100 colpi di spazzola prima di andare a dormire), koji se pogrešno smatra autobiografijom i koji je u kratkom vremenu postao književni slučaj zbog tematike adolescentske seksualnosti. Knjiga se prodavala u 40 zemalja.
Godine 2005. Panarello je objavila svoj drugi roman, Miris tvog daha (L'odore del tuo respiro). Iste je godine, u režiji Luke Guadagnina, snimljen film Melissa P. inspiriran njezinim prvim romanom. Spisateljica se od filma ogradila, držeći da nije vjeran njezinu predlošku.
Godine 2006. objavila je svoju treću knjigu, U ime ljubavi (In nome dell'amore). Djelo je svojevrsno otvoreno pismo kardinalu Camillu Ruiniju, u to vrijeme predsjedavajućem Talijanske biskupske konferencije. U njemu autorica osuđuje uplitanje Katoličke crkve u državne poslove i staje u obranu laičke države.